# Coordenação das Organizações Indígenas da Bacia Amazônica
A Coordenadora das Organizações Indígenas da Bacia Amazónica (COICA) é uma organização multinacional que reúne a diferentes organizações indígenas da bacia do Amazonas e representa 511 povos indígenas de oito países amazônicos. A COICA é membro da União Internacional para a Conservação da Natureza (UICN). É a maior confederação indígena do mundo.
A missão da organização é "a promoção, protecção e segurança dos povos e territórios indígenas através da defesa de suas formas de vida, princípios e valores sociais, espirituais e culturais."

## História

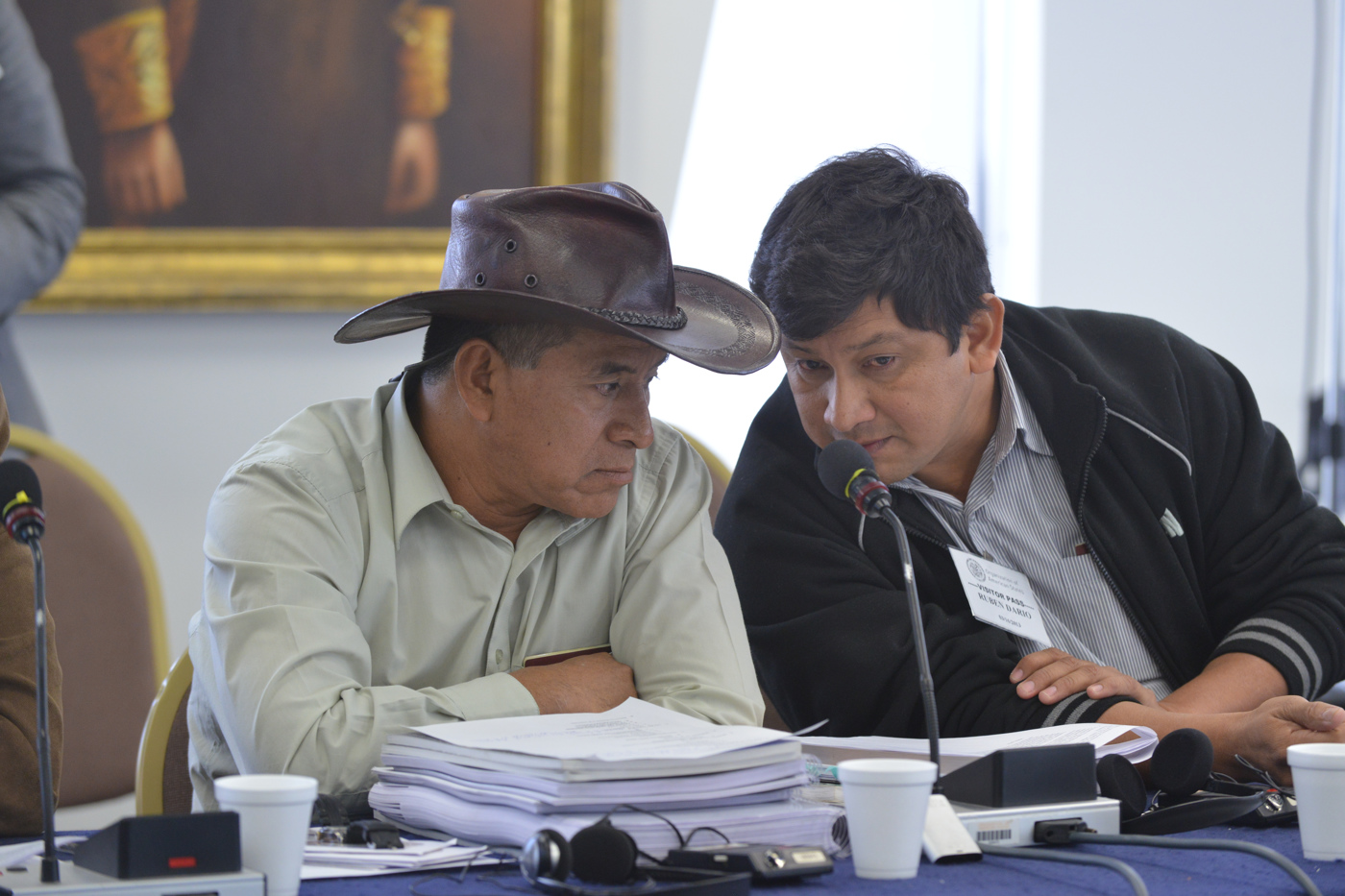
Fernando Vargas e Adolfo Chávez assistem a uma audiência sobre os situação de direitos humanos dos povos indígenas que habitam no TIPNIS em 2013

COICA foi fundada durante o primeiro Congresso das Organizações Indígenas da Bacia Amazónica em Lima no 14 de março de 1984. Organizações as que participaram ser AIDESEP de Peru, ONIC de Colômbia, CIDOB de Bolívia, CONFENIAE de Equador, e UNI de Brasil.
Os objectivos da organização COICA são promover e desenvolver mecanismos que fomentem a interacção dos povos indígenas com as organizações membros de COICA, defender a autodeterminação dos povos indígenas, respeitar os direitos humanos de seus membros, a coordenar as acções de seus membros a nível internacional, para fortalecer e cultivar a colaboração mútua entre todos os povos indígenas da região, e para promover a reivindicação cultural de seus membros. As organizações de COICA representam a 5000 comunidades membros cujos territórios incluem 240 milhões de hectares de bosque.
Algumas das iniciativas que COICA tem podido conseguir incluem permitir que os povos indígenas sejam educados em seus idiomas nativos e a fundação de uma Universidade Indígena do Amazonas. Lucros como estes têm alentado a revitalización das culturas tradicionais. Em 1993, a sede de COICA foi realocada permanentemente em Quito, Equador. Aqui a organização tem recebido o reconhecimento legal do estado equatoriano.

## Organizações filiadas
COICA é principalmente uma colaboração entre nove organizações:
- Asociación Interétnica de Desarrollo de la Selva Peruana (AIDESEP), Peru
- Amerindian People's Association of Guyana (APA), Guyana
- Confederación de Pueblos Indígenas de Bolivia (CIDOB), Bolívia
- Coordenação das Organizações Indígenas da Amazônia Brasileira  (COIAB), Brasil
- Confederación de Nacionalidades Indígenas de la Amazonía Ecuatoriana (CONFENIAE), Equador
- Federation des Organisations Amerindiennes de Guyane (FOAG), Guyana Francesa
- Organización Regional de Pueblos Indígenas del Amazonas (ORPIA), Venezuela
- Organisatie van Inheemsen in Suriname (OIS), Surinam
- Organización de los Pueblos Indígenas de la Amazonía Colombiana (OPIAC), Colômbia

## Coordenadores Gerais
Atualmente, o coordenador geral da COICA é Fany Kuiru, do povo Witoto da Colômbia, eleito em 2022 apresentado pela OPIAC (organização dos povos indígenas da Amazônia Colombiana). Após o estabelecimento da paridade entre homens e mulheres nos órgãos da COICA. Ela é a primeira mulher a ocupar esse cargo.
Anteriormente, o coordenador era José Gregorio Diaz Mirabal, membro do povo Wakuenai Kurripaco (etnia amazônica transfronteiriça, distribuída entre Venezuela, Brasil e Colômbia), nascido na Venezuela, eleito por dois anos coordenador do Congresso de Organizações Indígenas da Bacia Amazônica, com sede em Quito, Equador, organização que representava (em 2012) 511 comunidades de povos indígenas amazônicos, incluindo 66 povos ou tribos isoladas voluntariamente), vivendo em nove países amazônicos, ou 3 a 4 milhões de pessoas dependendo das fontes.

### Lista de coordenadores
- Evaristo Nugkuag Ikanan (1984-1992, como Presidente)
- Valerio Grefa Uquiña
- Edwin Vasquez[9]
- Gregorio Díaz Mirabal
- Fany Kuiru (2022-)

## Dificuldades
Dois grandes problemas para o funcionamento da COICA são, por um lado, a imensidão da Amazônia e seus três subconjuntos geopolíticos (região andina, Amazônia brasileira e zona caribenha) e, por outro lado, a necessidade de coordenar centenas de grupos etnolinguísticos mais ou menos dispersos, por vezes em isolamento voluntário dos intervenientes institucionais e de mercado.

## Ações
A COICA inicialmente participou de algumas discussões políticas relativas aos povos indígenas.
Rapidamente buscou participar de outros órgãos, a começar pela Comissão Especial de Assuntos Indígenas do Tratado de Cooperação Amazônica. Ela analisou 32 projetos que poderiam afetar populações ameríndias autócronas, concluindo que 28 deles seriam prejudiciais a elas.
No âmbito da cooperação internacional e bilateral, o Banco Mundial, o Banco Interamericano de Desenvolvimento, a agência de cooperação americana USAID e a Comunidade Europeia financiam os governos do Tratado Amazónico, muitas vezes em detrimento da floresta e das populações locais. A COICA procurou, portanto, garantir que essas organizações ouvissem as comunidades indígenas antes de financiar projetos propostos pelos governos para elas ou para explorar os recursos naturais da Amazônia. O Banco Mundial foi o primeiro a responder oficialmente a este pedido, mas quando a COICA solicitou o seu apoio para a demarcação de terras indígenas na Bacia, "o Banco Mundial estabeleceu como pré-requisito a extinção das reivindicações indígenas sobre dois territórios pelos quais tinham sido lutando durante anos”. A COICA foi integrada no programa “Energia, ambiente e população” do Banco Mundial.

### COICA e o Clima
Enquanto a Amazónia sofre os primeiros efeitos das alterações climáticas, a COICA, incentivada pelos Verdes, também assinou uma aliança com mais de 350 cidades europeias preocupadas com o efeito de estufa e com o consumo de madeira tropical. Estes últimos comprometem-se a reduzir as suas emissões de CO2; pressionar seus governos para que bancos e empresas de seus países parem de planejar projetos contrários aos interesses dos povos indígenas e da floresta amazônica. Comprometem-se também a financiar a cooperação descentralizada em benefício de projetos realizados por comunidades ameríndias na Amazônia, que são reconhecidas por desempenharem um papel protetor para a floresta e suas funções de sumidouro de carbono.
Em 1989, um dos cofundadores da COICA, Evaristo Nugkag, juntamente com o secretário do Meio Ambiente do município de Frankfurt, Tom Koenigs [Rossbach de Olmos, 2003] fundaram a Aliança Climática.
A Coordenação também convoca universidades (por exemplo: formação pela Faculdade Latino-Americana de Ciências Sociais de Quito (FLACSO) e InWEnt (organização de cooperação alemã) de cerca de sessenta jovens líderes ameríndios de oito países amazônicos sobre o tema “direitos indígenas e exploração de hidrocarbonetos” facilitar reuniões com representantes da indústria petrolífera e dos Ministérios de Energia dos países andinos.